# Leptotrichum flaccidulum
Leptotrichum flaccidulum là một loài rêu trong họ Ditrichaceae. Loài này được Mitt. mô tả khoa học đầu tiên năm 1861.